# Parco provinciale dei Dinosauri
Il parco provinciale dei Dinosauri è un'area protetta che si trova nello stato canadese dell'Alberta, non lontano dalla città di Calgary.
Il parco, istituito nel 1955, è situato nella valle del Red Deer River ed è famoso per la sua topografia dall'aspetto cosiddetto a calanco. La notorietà di questa regione, oltre che il suo stesso nome, è dovuta al fatto di essere uno dei più grandi giacimenti di fossili di dinosauro del mondo: qui sono state scoperte 39 specie diverse di dinosauro ed oltre 500 specimen provenienti dal parco sono stati esposti in musei di tutto il globo.
Grazie alla sua importanza nel 1979 il parco è stato inserito nell'elenco dei patrimoni dell'umanità dell'UNESCO.

## Geologia
I sedimenti che si trovano nel parco hanno una storia geologica che abbraccia oltre 2 milioni di anni di storia e 3 diverse formazioni geologiche:
- la Oldman Formation, alla base degli strati;
- la Dinosaur Park Formation, sopra la precedente;
- la Bearpaw Formation, di origine marina, sopra le prime due.

La Dinosaur Park Formation, che è quella che contiene la maggior parte dei fossili, venne depositata principalmente da grandi fiumi nelle zone costiere subtropicali lungo i margini occidentali del Western Interior Seaway. La formazione risale al tardo campaniano, circa 75 milioni di anni fa, ed abbraccia un periodo di tempo di circa un milione di anni.

## Paleontologia
Il parco provinciale dei dinosauri conserva testimonianze fossili provenienti da una grande varietà di vertebrati d'acqua dolce, tra cui pesci (squali, razze, pesci spatola ed altre specie estinte), anfibi (tra cui rane e salamandre) e rettili (tra cui vari tipi di lucertola, tartarughe e coccodrilli).
I fossili di dinosauro trovati nel parco sono fra i più diversi; fra questi ricordiamo:
Ceratopsia
- ?Leptoceratops sp.
- Centrosaurus apertus,C. brinkmani
- Styracosaurus albertensis
- (?)Pachyrhinosaurus
- Chasmosaurus belli, C. russeli, C. irvinensis

Hadrosauridae
- Corythosaurus casuarius
- Gryposaurus notabilis, G. incurvimanus
- Lambeosaurus lambei,L. magnicristatus
- Prosaurolophus
- Parasaurolophus walkeri

Ankylosauria
- Panoplosaurus
- Edmontonia
- Euoplocephalus

Hypsilophodontidae'
- ?Orodromeus

Pachycephalosauria
- Stegoceras

Tyrannosauridae
- Daspletosaurussp.
- Gorgosaurus libratus

Ornithomimidae
- Ornithomimus
- Struthiomimus
- nuova specie ornithomimide A
- Chirostenotes pergracilis
- Chirostenotes elegans
- Chirostenotes collinsi

Dromaeosauridae
- Dromaeosaurus
- Saurornitholestes
- ?nuova specie dromaeosauride A
- ?nuova specie dromaeosauride B

Troodontidae
- Troodon
- nuova specie troodontide A

Classificazione incerta
- Ricardoestesia gilmorei

Nel parco si trovavano anche specie di uccelli (come l'Hesperornis e gli pterosauri giganti), placentati e marsupiali.

## Natura
Il parco vanta un ecosistema unico, molto complesso, con praterie e diverse specie di pioppo, oltre alle specie più settentrionali di cactus (tra cui l'opuntia e il Pediocactus).
Dal punto di vista della fauna, nel parco si trova una gran varietà di specie, fra cui coyote, lepri, cervidi, antilocapre americane, serpenti a sonagli, chiurli, succhiacapre e oche del Canada.